# Tom Lester
Thomas William Lester, detto Tom (Laurel, 23 settembre 1938 – Nashville, 20 aprile 2020), è stato un attore statunitense.

## Filmografia parziale

### Cinema
- Beniamino (Benji), regia di Joe Camp (1974)
- Terrore senza volto (Intruder), regia di Scott Spiegel (1988)
- Gordy, regia di Mark Lewis (1994)
- Buon compleanno, Jack! (Christmas Child), regia di William Ewing (2004) - voce

### Televisione
- Petticoat Junction – serie TV, 6 episodi (1966-1967)
- The Beverly Hillbillies – serie TV, 3 episodi (1968)
- La fattoria dei giorni felici (Green Acres) – serie TV, 150 episodi (1965-1971)
- Marcus Welby (Marcus Welby, M.D.) – serie TV, un episodio (1974)
- Disneyland – serie TV, 2 episodi (1972-1979)
- La casa nella prateria (Little House on the Prairie) – serie TV, episodio 8x11 (1981)
- Amore riportami in campagna (Return to Green Acres) – film TV (1990)